# Secusio quadripunctata
Secusio quadripunctata är en fjärilsart som beskrevs av Aurivillius 1900. Secusio quadripunctata ingår i släktet Secusio och familjen björnspinnare. Inga underarter finns listade.